# Coelotes nasensis
Coelotes nasensis är en spindelart som beskrevs av Matsuei Shimojana 2000. Coelotes nasensis ingår i släktet Coelotes och familjen mörkerspindlar. Inga underarter finns listade i Catalogue of Life.